# Nokia 2220 slide
Il Nokia 2220 slide è un telefono cellulare prodotto dall'azienda finlandese Nokia.

## Caratteristiche
- Dimensioni: 97 x 47 x 16 mm
- Massa: 94 g
- Risoluzione display: 128 x 160 pixel a 65 536 colori
- Durata batteria in conversazione: 5 ore
- Durata batteria in stanby: 522 ore (21 giorni)
- Memoria: 32 MB
- Fotocamera: 0.3 megapixel